# Банц, Хельмут
Хе́льмут Банц (нем. Helmut Bantz; 14 сентября 1921 года — 4 декабря 2004 года) — немецкий гимнаст, олимпийский чемпион. Выиграл золотую медаль в прыжках на летних Олимпийских играх 1956 в Мельбурне, претендующих на участие в соревнованиях объединенной команды Германии.

## Биография
В годы Второй Мировой войны Банц воевал за Германию, в 1944 году был захвачен британскими войсками и вывезен в Англию. Освободившись в 1948 году из плена, он работал в Англии в сельском хозяйстве. Пару месяцев спустя, Банц выступал в качестве неофициального тренера Британской мужской гимнастической команды на летних Олимпийских играх 1948 года в Лондоне. Был тренером Фрэнка Тернера и Джорджи Уидона.
Вернулся в Германию, где в 1952 году принимал участие во всех мероприятиях по спортивной гимнастике и в Олимпийских играх 1956 года. На чемпионате мира по спортивной гимнастике в 1954 году завоевал две серебряные и одну бронзовую медали, участвовал в  чемпионате Европы 1955 года по спортивной гимнастике.
После выхода на пенсию работал тренером по гимнастике в Кёльне. Женат на Эрике; у них две дочери — Сабина и Сусанна, и сын, Райнер. С 1980-х годов страдал от проблем со здоровьем, в 1981 году с ним случился сердечный приступ, в 1984 году перенес операцию на позвоночнике, в 1994 году перенёс ампутацию ног из-за нарушения кровообращения. Умер в 2004 году после продолжительной болезни.